# Bologo (ort i Burkina Faso)
Bologo är en ort i Burkina Faso.   Den ligger i regionen Centre-Est, i den centrala delen av landet, 140 km öster om huvudstaden Ouagadougou. Bologo ligger 314 meter över havet och antalet invånare är 6 029.
Terrängen runt Bologo är platt. Närmaste större samhälle är Koupéla, 18,5 km nordväst om Bologo.
Omgivningarna runt Bologo är en mosaik av jordbruksmark och naturlig växtlighet. Runt Bologo är det ganska tätbefolkat, med 70 invånare per kvadratkilometer.